# エレヴェイション・レコーズ
エレヴェイション・レコーズは、クリエイション・レコーズとワーナー・ミュージック・グループの共同出資により、1987年に設立されたレコードレーベル。レーベルはプライマル・スクリーム、ウェザー・プロフェッツ、エドウィン・コリンズのアルバムと何枚かのシングルをリリースしたが、いずれも期待外れの売上に終わったワーナーはクリエイションとの契約を解消した。
レーベル消滅後、プライマル・スクリームとウェザー・プロフェッツはクリエイションに復帰した。エドウィン・コリンズはワーナーとの契約だけが残り、数年間レコードの発売が出来なかった。

## リリース一覧

### アルバム
- ELV1: ウェザー・プロフェッツ The Weather Prophets - メイフラワー Mayflower (1987年4月) UK #67
- ELV2: プライマル・スクリーム Primal Scream - ソニック・フラワー・グルーヴ Sonic Flower Groove (1987年10月) UK #62

### シングル
- ACID1/1T/1TX: The Weather Prophets - "She Comes From the Rain" (1987年3月) UK #62
- ACID2/2T: The Weather Prophets - "Why Does the Rain" (1987年7月)
- ACID3/3T: Primal Scream - "Gentle Tuesday" (1987年6月)
- ACID4/4T: Edwyn Collins - "Don't Shilly Shally" (1987年5月)
- ACID5/5T: Primal Scream - "Imperial" (1987年9月)
- ACID6/6T/6B: Edwyn Collins - "My Beloved Girl" (1987年11月)